# Parc national Wollemi
Le parc national Wollemi en Australie est le deuxième plus grand parc naturel de Nouvelle-Galles du Sud. Il abrite une des plus vastes zones naturelles du pays et fait partie de la Greater Blue Mountains Area classée au patrimoine mondial de l'humanité.
Situé à 129 km au nord-ouest de Sydney, il est le seul endroit où l'on trouve le pin de Wollemi (Wollemia nobilis), espèce découverte en 1995.
Les forêts ouvertes d'eucalyptus couvrent 90 % du parc, avec plus de 70 espèces d'eucalyptus recensées. Les 10 % restants du parc se composent de forêts humides et tempérées et autres espaces boisés.
La variété des habitats dans le parc permet d'y trouver une grande diversité d'animaux. On y rencontre cinquante-huit espèces de reptiles, trente-huit espèces d'amphibiens, deux cent trente-cinq espèces d'oiseaux et quarante-six espèces de mammifères.
À côté du pin de Wollemi, le parc contient les populations des rares Banksia conferta subsp. penicillata, seulement décrit en 1981.
Il existe de nombreux sites aborigènes dans le parc avec des peintures et des gravures rupestres. En 2003, la découverte de la grotte de l'« Eagle's Reach » a été annoncée publiquement. Ce site a été trouvé par des randonneurs en 1995 mais était resté inconnu de l'ensemble de la communauté jusqu'à ce qu'une équipe de l'Australian Museum atteigne la grotte en mai 2003. L'âge des peintures de la petite grotte est estimé à près de 4 000 ans et il se compose de jusqu'à une douzaine de couches d'images représentant une grande variété de dessins à l'ocre et au charbon de bois. L'équipe qui a étudié ce site a compté plus de 200 images différentes, principalement des animaux surtout des oiseaux, mais également des mains faites au pochoir, des haches et un boomerang. C'est un site très important et son emplacement est gardé secret pour sa protection.